# Damaskusaffären
Damaskusaffären var en antisemitisk incident som inträffade 1840 under andra orientaliska krisen i det osmanska riket. 
Bakgrunden var en anklagelse för ritualmord mot judarna i Damaskus, som sades ha bragt en kapucinermunk om livet. Pogromer och oroligheter, fängelse och tortyr var följden. Detta underblåstes av franska agenter och de lokala katolska klosterordnarna. 
Damaskusaffären gav britterna tillfälle och motiv att ingripa på judarnas vägnar i det turkiska imperiet. Sir Moses Haim Montefiore verkade för de 14 judiska fångarnas frisläppande och fullständiga frikännande från mordanklagelsen. Han lyckades även utverka att sultanen utfärdade en kungörelse (firman) som tillförsäkrade judarna samma behandling som alla turkiska undersåtar. 
Damaskusaffären var historisk betydelsefull för utvecklingen av 1800-talets judiska nationalism. Det blev bl.a. en vändpunkt för Moses Hess.